# Tần số thấp
Tần số thấp hay LF được dùng để chỉ tần số vô tuyến (RF) nằm trong dải 30 kHz–300 kHz. Ở châu Âu, một phần của Bắc Phi và châu Á, một phần phổ tần LF được dùng cho dịch vụ quảng bá AM như băng tần sóng dài. Ở bán cầu tây, LF được dùng chủ yếu cho các hệ thống dẫn đường máy bay, dẫn đường (LORAN), thông tin và thời tiết. Các trạm tín hiệu thời gian MSF, HBG, DCF77, JJY và WWVB cũng hoạt động trong băng tần này. Còn được gọi là băng tần km hay sóng km vì dải bước sóng của LF là từ 1 tới 10 km.

## Truyền lan tín hiệu LF
Do bước sóng dài, nên các tín hiệu tần số thấp có thể khúc xạ qua các chướng ngại vật như dãy núi và truyền dọc theo đường cong của Trái Đất. Sóng vô tuyến đến máy thu theo kiểu truyền dọc theo đường cong Trái Đất gọi là sóng đất. Cường độ của sóng LF không bị hấp thụ như các sóng có tần số cao hơn khác. Sóng đất có thể truyền với bán kính truyền lên tới 2000 km.
Ngoài chế độ sóng đất còn có chế độ lan truyền bằng phản xạ từ tầng điện ly. Sự khúc xạ có thể diễn ra tại lớp E hoặc F. Các sóng này gọi là sóng trời, có thể truyền đi xa 300 km.

## Tín hiệu thời gian chuẩn

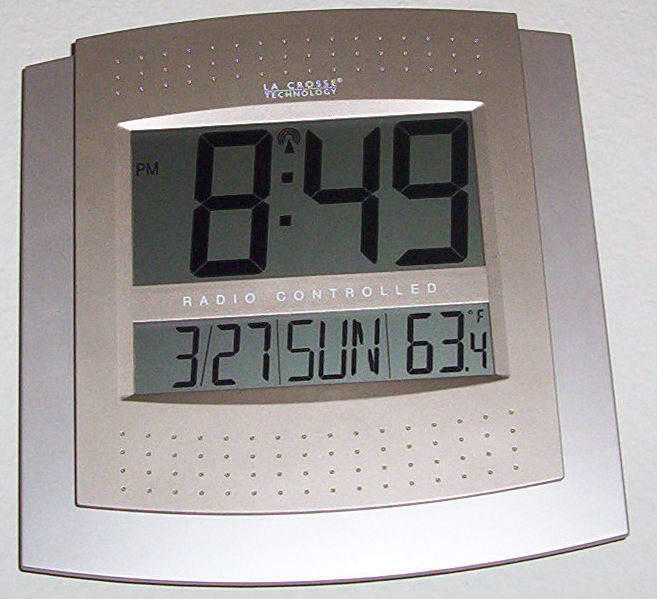
Đồng hồ vô tuyến LF

Trong dải tần 40 kHz–80 kHz, có vài trạm tần số và tín hiệu thời gian chuẩn như:
- JJY ở Nhật (40 kHz và 60 kHz)
- MSF ở Anthorn, Anh (60 kHz)
- WWVB ở Fort Collins, Colorado, Mỹ (60 kHz)
- DCF77 ở Mainflingen gần Frankfurt am Main, Đức (77.5 kHz)
- HBG ở Prangins, Thụy Sĩ (75 kHz) (đóng cửa vào 1-1-2012)

Ở châu Âu và Nhật, từ cuối thập kỷ 1980 có rất nhiều thiết bị tiêu dùng giá thành thấp chứa các đồng hồ vô tuyến với máy thu LF để thu tín hiệu LF. Do các tín hiệu LF chỉ lan truyền theo chế độ sóng đất nên độ chính xác của tín hiệu thời gian không bị ảnh hưởng bởi sự thay đổi của đường truyền giữa máy phát, tầng điện ly và máy thu. Ở Mỹ, các thiết bị như vậy trở nên sẵn có trên thị trường khi công suất đầu ra của WWVB tăng lên vào năm 1997 và 1999.

## Quân sự
Các tín hiệu vô tuyến dưới 50 kHz có khả năng đâm xuyên qua nước biển xuống độ sâu xấp xỉ 200 m, các sóng có bước sóng dài hơn thì đâm xuyên sâu hơn. Anh, Đức, Ấn Độ, Nga, Thụy Điển, Mỹ và các lực lượng hải quân khác có thể liên lạc với tàu ngầm ở các tần số này.